# 伊克巴勒·馬西

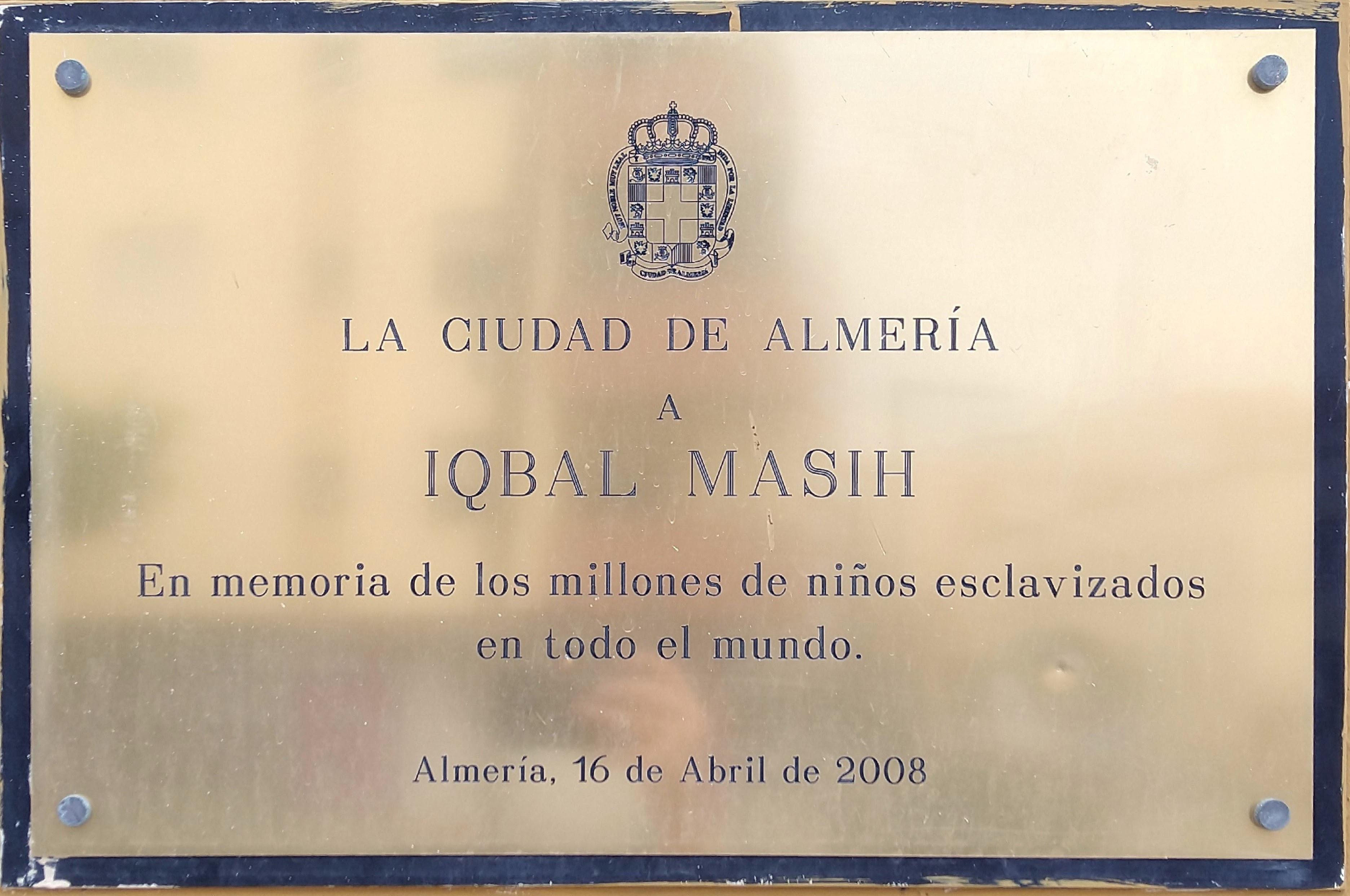
伊克巴勒·馬西的紀念牌匾（位於阿爾梅里亞）

伊克巴勒·馬西（1983年—1995年4月16日）是一名因為反抗巴基斯坦童工制度而被槍殺的童工。他身亡的事件促成了解放兒童組織的成立。

## 生平
他於1983年出生於巴基斯坦拉合爾縣邊境一個非常小的農村。四岁的时候伊克巴勒被家人卖到了地毯厂当奴隶。他的家人向本地地毯织厂厂长借了600卢比（7.42美元），为了还债，伊克巴被要求去地毯厂打工，直到债务还清。在巴基斯坦每天早上超過五十萬名年龄在4到14歲之间的孩童在天亮之前就得起來，沿著漆黑的鄉間道路前往地毯工廠工作。他們每天得工作14小時，僅有30分鐘的休息時間，他们每天的劳动可抵扣3美分的贷款，但是不论多么努力的工作伊克巴勒的债项只会越来越大。伊克巴站立的时候身高不高于4英尺，而体重只有60磅。
在十歲的時候，伊克巴勒·馬西從這種殘酷的奴役之中逃走。但由於並無周詳計劃，所以他便被警察抓到並在警察收賄不久後又被送回去工作。之後伊克巴勒又再次逃走，並在稍後加入了巴基斯坦抵債勞工解放戰線（BLLF，Bonded Labor Liberation Front of Pakistan）以幫助世界各地的童工。他幫助超過3000名從事勞動以償債的童工奔向自由，並向全世界發表了關於童工的演講，而他的故事也在之後出版成書。
在伊克巴勒從美國回來後不久，他不幸在1995年的復活節週日於穆里德蓋遭到槍殺，當時他快要十三歲了。有些人說他是被一個受驚的農夫誤殺，也有些人相信他是遭到那些受到他影響的童工雇主謀殺。最後他的葬禮上大約有800人前來送葬。

## 後世影響
伊克巴勒·马西的事业激励了一些组织的创建，例如加拿大慈善机构和青年运动组织，国际解放儿童组织（Free The Children），以及伊克巴勒·马西儿童基金会（Iqbal Masih Shaheed Children Foundation），这个基金会已经在巴基斯坦创办了20多个学校。
2009年1月，美国国会设立了年度伊克巴勒·马西反童工奖（Iqbal Masih Award for the Elimination of Child Labor）。
1994年，伊克巴勒曾造訪位於美國麻薩諸塞州昆西的寬草原中學（Broad Meadows Middle School）並向七年級学生講述了他的生活，而當這些學生得知他身亡的消息後，他們決定要在巴基斯坦以他的名字興建一所學校。
一本由弗朗切斯科·阿達莫（Francesco D'Adamo ）所著，名为《Iqbal》 的书讲述了伊克巴勒·马西的故事，全书以一个名叫法蒂玛的女孩的口吻讲述，故事的原型就是伊克巴勒·马西。

## 外部連結
- "神奇男孩伊克巴尔·马西（Iqbal Masih）因要求获得权利而被杀" （页面存档备份，存于） siffar.com accessed May 08, 2020.
- "Who Was Iqbal Masih?"（页面存档备份，存于） mirrorimage.com. accessed October 3, 2011.
- Gannon, Kathy. . Los Angeles Times. 31 May 1995  [October 27, 2011]. （原始内容存档于2018-12-24）.